# Begoña Aranguren
María Begoña Aranguren Gárate (Bilbao, 1949). Es una periodista y escritora española, sobrina del filósofo José Luis López-Aranguren.

## Biografía
Su padre, Félix Aranguren Sabas (Bilbao, 08/02/1903 - Guecho, País Vasco, 26/01/1984), ingeniero de minas, fue presidente del Consejo de Administración de Ferromet, S.A. y Ferroastur, S.A., tras la Guerra Civil fue el encargado por el régimen franquista de dirigir los Altos Hornos de Vizcaya, que habían "sobrevivido" a la misma. Con su esposa, María de las Nieves Gárate Azcárraga (fallecida el 13 de octubre de 1996), formó una numerosa familia de catorce hijos (José Félix, Nieves, Luis, Juan Andrés, Purificación, Teresa, José Ignacio, Francisco, Marta, Eduardo, Julio, Joaquín, Begoña y Eugenia).
Begoña, penúltima hija, empezó su trayectoria profesional como articulista del periódico Deia. De 1985 a 1989 efectuó ochenta entrevistas a personalidades del mundo de la política, la cultura, las ciencias y el arte, entre ellos, Julio Caro Baroja, Gabriel Celaya, Pablo Serrano, Nuria Espert y Plácido Domingo. Luego, participó en programas de Euskal Telebista. Creó con Isabel Vergarajáuregui Satrústegui una productora, Maradentro, con la que colaboró con Canal +, dirigiendo el programa Epílogo, en el que entrevistó a más de sesenta personalidades, en forma de testamento audiovisual emitido tras su muerte, y gracias al cual mereció un Premio Ondas en 2001.
En 1999 contrajo matrimonio con el aristócrata y actor José Luis de Vilallonga, del cual se separó dos años y medio después, pero nunca se divorció legalmente y hoy es su viuda. Sería el segundo matrimonio de Begoña, que anteriormente estuvo casada con Íñigo Larroque Allende, padre de sus dos hijos, Íñigo y Jimena.
Es ganadora del premio Azorín de novela 2010 con su penúltimo libro El amor del rey.

## Obras
- El fuego que no quema (Ed. Plaza & Janés, 2000); Conversaciones con José Luis de Vilallonga.
- La mujer en la sombra. La vida junto a los grandes hombres (Ed. Aguilar, 2002).
- Lucía Bosé. Diva, divina (Ed. Planeta Singular, 2003).
- Memorias. Emanuela de Dampierre. Esposa y madre de los Borbones que pudieron reinar en España (Ed. La Esfera de los Libros, 2003).
- Vilallonga, un diamante falso (Ed. La Esfera de los Libros, 2004); Testimonio de una relación sentimental.
- Alta sociedad (Ed. Planeta, 2006); La insólita corte del franquismo.
- La buena educación (Ed. Planeta, 2007).
- Toda una vida (Ed. Planeta, 2009).[11]
- El amor del rey (Ed. Planeta, 2010). Premio Azorín 2010
- Niño mal de casa bien, el último gozador del siglo XX (Ed. Planeta, 2011).
- Tras tus pasos (Ed. Planeta, 2014).[12]